# Franz Xaver Steindl

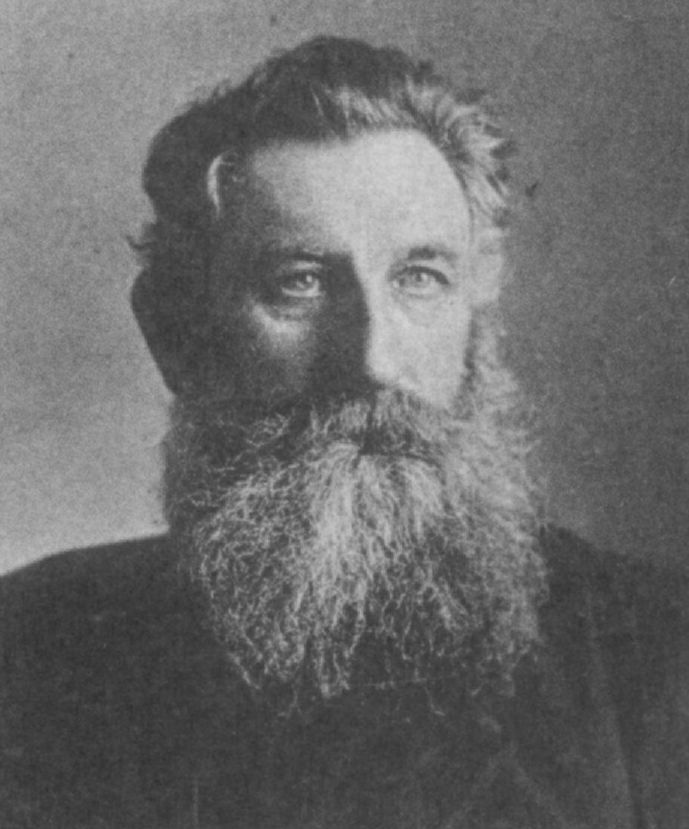
Franz Xaver Steindl als Reichstagsabgeordneter 1912

Franz Xaver Steindl (* 3. Mai 1858 in Irnsing; † 10. Februar 1931 in Neustadt a.d.Donau) war
Brauereibesitzer, Bürgermeister und Mitglied des Deutschen Reichstags.

## Leben
Steindl besuchte die Volksschule in Irnsing und von 1869 bis 1871 die Gewerbeschule in Regensburg. 1890 übernahm er das väterliche Anwesen in Irnsing. Er war Bezirksfeuerwehr-Vertreter seit 1890 und vom Jahre 1896 Mitglied des niederbayerischen Kreisfeuerwehr-Ausschusses. Er war Inhaber des Feuerwehr-Verdienstkreuzes und des Ehrenzeichens für 25-jährige Feuerwehrdienstzeit.
Seit 1891 war er Mitglied des Distriktsrats Abensberg und seit 1894 Ausschussmitglied desselben. 1896 wurde er zum Bürgermeister der Gemeinde Irnsing gewählt, was er 15 Jahre lang blieb.
Er war Mitglied der bayerischen Abgeordnetenkammer von 1897 bis 1907 und von 1907 bis 1918 war er Mitglied des Deutschen Reichstags für den Wahlkreis Niederbayern 6 (Kelheim, Rottenburg, Mallersdorf) und die Deutsche Zentrumspartei.